# Czarna Białostocka Wąskotorowa
Czarna Białostocka Wąskotorowa - wąskotorowa stacja kolejowa w mieście Czarna Białostocka, w województwie podlaskim, w Polsce.